# Ottavio Farnese
Octávio Farnésio (em italiano Ottavio Farnese) (Valentano, 9 de outubro de 1521 - 18 de setembro de 1586) foi duque de Parma e Piacenza de 1547 a 1586.

## Biografia
Octávio foi o segundo filho de Pedro Luís Farnésio (Pier Luigi Farnese), Duque de Parma e Placência, neto do Papa Paulo III, e irmão do Cardeal Rainúncio Farnésio. Casou com Margarida de Áustria, filha ilegítima do imperador Carlos V (Carlos I de Espanha). Octávio tinha 15 anos, enquanto Margarita, recentemente viúva por morte de Alexandre de Médici, tinha 16. A princípio, a noiva via com desgosto o seu jovem marido, mas após a expedição contra Argel (1541), da qual Octávio voltou ferido, o seu ódio transformou-se em amor.
Depois do assassinato do seu pai Pedro Luís (1547), Octávio teve que valer-se da força para manter os seus estados. A morte do seu avô, o Papa Paulo III, esteve quase a ser um obstáculo definitivo para conservar Parma; porém, o novo pontífice Júlio III confirmou-lhe a posse dos seus estados (1551).
No entanto, os problemas não tinham acabado. Carlos V negou-se a devolver a praça de Placência, e tentou mesmo arrebatar-lhe Parma. Júlio III, ansioso de obter apoio imperial para a organização do Concílio de Trento, ordenou que Octávio devolvesse Parma ao poder papal. Face à negativa deste, privou-o dos seus feudos romanos. A guerra rebentou, e um exército francês marchou para proteger Parma do cerco de Ferrante I Gonzaga. Quando a situação parecia desesperada, Farnésio conseguiu chegar a um acordo com o seu imperial sogro.
A partir daí Octávio pôde gozar de um governo tranquilo, que lhe fez ganhar a estima dos seus súbditos. Foi sucedido pelo seu único filho, Alexandre Farnésio, grande general dos exércitos de Filipe II de Espanha e Governador dos Países Baixos espanhóis.